# Codice a colpi
Il codice a colpi è una tecnica per codificare messaggi lettera per lettera basata su un principio molto semplice: i messaggi sono codificati battendo una serie di colpi che producono un suono, da cui il nome. Il codice a colpi è stato comunemente usato dai prigionieri per comunicare tra loro, battendo su sbarre di metallo, tubi o i muri all'interno di una cella.

## Descrizione
|                                      | 1 | 2 | 3   | 4 | 5 |
| ------------------------------------ | - | - | --- | - | - |
| 1                                    | A | B | C/K | D | E |
| 2                                    | F | G | H   | I | J |
| 3                                    | L | M | N   | O | P |
| 4                                    | Q | R | S   | T | U |
| 5                                    | V | W | X   | Y | Z |
| Tabella per l'uso del codice a colpi |   |   |     |   |   |

Il codice a colpi si basa sulla scacchiera di Polibio costituita da una griglia 5×5 contenente tutte le lettere dell'alfabeto latino, eccetto la "k", che è rappresentata dalla "c". Per comunicare una lettera si devono battere due sequenze di colpi intervallate da una pausa: il numero di colpi battuti nella prima sequenza corrisponde alla riga in cui si trova la lettera, mentre nella seconda sequenza si indica la colonna. Per esempio, la lettera "b" si specifica battendo una volta, facendo una pausa, e poi battendo due volte; se invece si vuole comunicare la parola "acqua", il codice da battere è il seguente (la pausa tra i due numeri di ogni coppia è più breve di quella tra le lettere):
| A   | C     | Q      | U          | A   |
| --- | ----- | ------ | ---------- | --- |
| 1,1 | 1, 3  | 4, 1   | 4, 5       | 1,1 |
| · · | · ··· | ···· · | ···· ····· | · · |

La lettera "x" è usata per concludere le frasi, e la "k" per confermare di aver ricevuto il messaggio.
A causa della difficoltà e del tempo richiesto per specificare ogni singola lettera, spesso i prigionieri ideavano abbreviazioni e acronimi per comunicare frasi ricorrenti o indicare oggetti comuni: per esempio, "GN" stava per good night (buona notte), "GBU" per God bless you (Dio ti benedica).
Per fare un confronto, il codice Morse è più difficile da inviare battendo colpi perché è necessario produrre suoni differenti (per esempio battendo su materiali differenti), allo scopo di distinguere tra i punti e le linee del codice Morse. Inoltre, chi non conosce il codice Morse a memoria avrebbe bisogno di tenere un foglio con il codice di ogni lettera, che i carcerieri avrebbero probabilmente confiscato. Invece la tabella del codice a colpi è più facile da memorizzare e i messaggi possono quindi essere decifrati mentalmente.

## Storia
Le origini di questa codifica risalgono alla scacchiera di Polibio, inventata dallo storico greco Polibio intorno al 150 a.C.. Una versione del codice a colpi con l'alfabeto cirillico è stata usata dai nichilisti durante la loro prigionia sotto l'epoca degli zar. Il codice a colpi compare anche nel romanzo del 1941 di Arthur Koestler, Darkness at Noon.
Il codice a colpi fu usato soprattutto dai prigionieri di guerra americani durante la guerra del Vietnam. Esso fu introdotto nel giugno 1965 da quattro prigionieri detenuti nella prigione di Hoa Lo: il capitano Carlyle "Smitty" Harris, il tenente Phillip Butler, il tenente Robert Peel, e il tenente comandante Robert Shumaker. Harris aveva sentito parlare del codice a colpi usato dai prigionieri nella Seconda Guerra Mondiale, e ricordava che anche un istruttore della United States Air Force ne aveva parlato.
In Vietnam, il codice a colpi divenne un modo molto efficace di comunicare per i prigionieri altrimenti isolati. I prigionieri di guerra usavano il codice a colpi per comunicare l'un l'altro in modo che le guardie non riuscissero a decifrare i messaggi. Lo usarono per comunicare di tutto, dalle domande poste durante gli interrogatori (allo scopo di rimanere coerenti con una storia inventata), alle persone ferite che necessitavano di più cibo. Il codice a colpi era facile da insegnare ai nuovi arrivati, che lo imparavano e diventavano fluenti nel giro di pochi giorni. Era anche usato quando i prigionieri erano seduti uno accanto all'altro ma non era permesso parlare, battendo sulla coscia dell'altro. Superando l'isolamento con il codice a colpi, i prigionieri furono in grado di mantenere una gerarchia di comando e di tenere alto il morale.